# Wir tanzen auf dem Regenbogen
Wir tanzen auf dem Regenbogen ist ein deutsch-italienischer Revuefilm von Arthur Maria Rabenalt und Carmine Gallone mit Inge Egger, Karl Schönböck und Siegfried Breuer in den Hauptrollen.

## Handlung
In Bella Napoli zu Beginn der 1950er Jahre. Chemiestudent Gino rasselt durch die Examensprüfung und vermasselt so seinen Abschluss, weil er sich in der Pension, wo er logiert, nicht richtig auf die Klausur vorbereiten konnte. Schuld daran ist eine deutsche Theaterrevuetruppe, die die ganze Zeit geprobt hat und dadurch ein vernünftiges Lernen unmöglich machte. Die deutsche Theatersekretärin Edith fühlt mit dem hübschen Italiener und entdeckt en passant, dass in ihm noch ein viel größeres Talent als für chemische Formeln schlummert: Der Junge hat Gold in der Kehle und kann singen wie weiland Enrico Caruso! Rasch lässt sie Gino dem Regisseur Philip und dem Chef der Truppe, den alle nur „Sophokles“ nennen, vorsingen. Alle, selbst der divenhafte Star der Revue, Jeannette, sind von dem Goldkehlchen hellauf begeistert, und so wird der neu entdeckte Tenor sofort für die Revue verpflichtet. Da sich Gino aber heftig gegen eine anstehende Deutschlandtournee sträubt, bedarf es noch einiger ganz privater „Überredungskünste“ Jeannettes bei einer nächtlichen Bootstour, um den widerspenstigen Italiener umzustimmen.
In Deutschland angekommen, schlägt Ginos Talent ein wie eine Bombe. Die Presse ist voll des Lobes, und sogar des Nachts werden Tonbandaufnahmen von seinen Sangeskünsten angefertigt. Derweil schmachtet das brave deutsche Mädchen Edith den heißblütigen Südländer aus ganzem Herzen an, während dieser in seinen Gedanken immer nur bei Jeannette ist, die ihm sein Herz gestohlen hat. Da die Diva aber längst eine neue Eroberung gemacht hat, entbrennt in Gino die Eifersucht, und zwischen den beiden kommt es zu einem heftigen Streit. Wütend packt Gino seine Koffer, um nach Italien heimzufahren. Edith macht ihm klar, dass er damit die gesamte Tournee zerstören würde, doch Gino bleibt trotz aller Beschwörungsversuche der ihn liebenden Deutschen hart: Er will heim nach Neapel!
Als plötzlich die Kriminalpolizei in demjenigen Hotel auftaucht, in dem die Musikertruppe logiert, bekommt die Geschichte eine völlig neue Dramatik. Es wurden aus einem Appartement Juwelen gestohlen, und der Dieb muss ausgerechnet aus Jeanettes Zimmer gekommen sein. Da man um das Verhältnis zwischen Jeannette und Gino weiß, fällt der Verdacht auch prompt auf den Italiener. Der aber hat kein Alibi und falsche Selbstbezichtigungen machen den Fall immer undurchsichtiger. Die folgende Abendvorstellung droht ins Wasser zu fallen. Der ermittelnde Kriminalkommissar kann überredet werden, die Befragungen und Untersuchungen im Theater fortzuführen. Während die Ermittlungen laufen, findet eine Vorstellung unter großer Anspannung aller Beteiligten statt. Noch ehe der Vorhang fällt, ist der wirklich Schuldige gefunden, ausgerechnet diejenige Person, die schließlich dafür sorgt, dass die beiden Richtigen, Edith und Gino, zueinander finden. Die Revue „Wir tanzen auf dem Regenbogen“ wird ein großer Erfolg, und Gino begreift, dass er sein Glück nur bei Edith finden wird.

## Produktionsnotizen
Wir tanzen auf dem Regenbogen entstand in den Filmateliers von Geiselgasteig bei München und Rom-Cinecittà sowie mit Außenaufnahmen in Neapel und Pompeji. Die Uraufführung erfolgte am 25. Dezember 1952 im Hamburger Waterloo-Kino, die Berliner Premiere war am 24. April 1953.
Frank Clifford übernahm die Herstellungsleitung. Hans Ledersteger, Ernst Richter und Gastone Medin gestalteten die Filmbauten. Hermann Storr zeichnete für den Ton verantwortlich. Otto Reinwald war Aufnahmeleiter.
Es tanzt unter der Choreografie von Herbert Freund das Ballett der Städtischen Bühnen Frankfurt am Main.
Von dem Film wurde mit denselben Schauspielern auch eine italienischsprachige Version unter dem Titel Senza veli hergestellt. Diese lief am 18. Februar 1953 an.

## Musik
Folgende Musiktitel mit Texten von Hans Fritz Beckmann wurden gespielt:
- O bella Messalina (Musik: Heino Gaze)
- Chanson des Modeschöpfers (Musik: Bert Grund)
- Regenbogen, Regenbogen (Musik: Heino Gaze)

## Kritik
Im Lexikon des Internationalen Films heißt es: „Revuefilm mit abwechslungsreichen und gekonnten Schaunummern. Dahinter tritt die fadenscheinige lustspielhafte Handlung zurück.“